# Compsolechia
Compsolechia är ett släkte av fjärilar. Compsolechia ingår i familjen stävmalar.

## Dottertaxa tillCompsolechia, i alfabetisk ordning[1]
- Compsolechia abolitella
- Compsolechia abruptella
- Compsolechia accinctella
- Compsolechia acosmeta
- Compsolechia aequilibris
- Compsolechia amaurota
- Compsolechia amazonica
- Compsolechia ambusta
- Compsolechia anthracura
- Compsolechia antiplaca
- Compsolechia apatelia
- Compsolechia argyracma
- Compsolechia atmastra
- Compsolechia balia
- Compsolechia binotatella
- Compsolechia blepharopa
- Compsolechia brochospila
- Compsolechia campalea
- Compsolechia canofusella
- Compsolechia caryoterma
- Compsolechia cassidata
- Compsolechia chelidonia
- Compsolechia chrysoplaca
- Compsolechia cistulata
- Compsolechia cognatella
- Compsolechia collocatella
- Compsolechia corymbas
- Compsolechia crescentifasciella
- Compsolechia crocodilopa
- Compsolechia desectella
- Compsolechia diazeucta
- Compsolechia dicax
- Compsolechia diortha
- Compsolechia diplolychna
- Compsolechia displicitella
- Compsolechia drachmaea
- Compsolechia dryocrossa
- Compsolechia elephas
- Compsolechia epibola
- Compsolechia episema
- Compsolechia erebodelta
- Compsolechia eupecta
- Compsolechia eurygypsa
- Compsolechia fasciella
- Compsolechia ferreata
- Compsolechia galphyra
- Compsolechia halmyra
- Compsolechia hemileucas
- Compsolechia incurva
- Compsolechia inusta
- Compsolechia ischnoptera
- Compsolechia leucorrhapta
- Compsolechia lingulata
- Compsolechia lithomorpha
- Compsolechia loxogramma
- Compsolechia mangelivora
- Compsolechia melanophaea
- Compsolechia mesodelta
- Compsolechia metadupa
- Compsolechia mniocosma
- Compsolechia molybdina
- Compsolechia monochromella
- Compsolechia mutabilis
- Compsolechia neurophora
- Compsolechia niobella
- Compsolechia niphocentra
- Compsolechia nuptella
- Compsolechia ocelligera
- Compsolechia orthophracta
- Compsolechia parmata
- Compsolechia peculella
- Compsolechia pentastra
- Compsolechia percnospila
- Compsolechia perlatella
- Compsolechia petromorpha
- Compsolechia phaeotoxa
- Compsolechia phepsalitis
- Compsolechia picticornis
- Compsolechia platiastis
- Compsolechia plejadella
- Compsolechia plumbeolata
- Compsolechia praenivea
- Compsolechia ptochogramma
- Compsolechia pungens
- Compsolechia quadrifascia
- Compsolechia recta
- Compsolechia refracta
- Compsolechia religata
- Compsolechia repandella
- Compsolechia rhombica
- Compsolechia salebrosa
- Compsolechia scholias
- Compsolechia sciomima
- Compsolechia scitella
- Compsolechia scopulata
- Compsolechia scutella
- Compsolechia secretella
- Compsolechia sectella
- Compsolechia secundella
- Compsolechia seductella
- Compsolechia sesamodes
- Compsolechia siderophaea
- Compsolechia smaragdulella
- Compsolechia solidella
- Compsolechia speciosella
- Compsolechia sporozona
- Compsolechia stasigastra
- Compsolechia stelliferella
- Compsolechia stillata
- Compsolechia subapicalis
- Compsolechia sublatella
- Compsolechia subscriptella
- Compsolechia succincta
- Compsolechia suffectella
- Compsolechia suffusella
- Compsolechia superella
- Compsolechia superfusella
- Compsolechia susceptella
- Compsolechia suspectella
- Compsolechia tardella
- Compsolechia terrenella
- Compsolechia tetrortha
- Compsolechia thysanora
- Compsolechia titanota
- Compsolechia tornoptila
- Compsolechia trachycnemis
- Compsolechia trajectella
- Compsolechia transjectella
- Compsolechia trapezias
- Compsolechia trimolybda
- Compsolechia trochilea
- Compsolechia versatella
- Compsolechia volubilis
- Compsolechia zebrina